# بيضان (الجميمة)

تعديل مصدري - تعديل

بيضان هي إحدى قرى عزلة جفنة بمديرية الجميمة التابعة لمحافظة حجة، بلغ تعداد سكانها 131 نسمة حسب تعداد اليمن لعام 2004.